# نمایشگاه بین‌المللی کتاب بوگوتا
نمایشگاه بین‌المللی کتاب بوگوتا (اسپانیایی: Feria Internacional del Libro de Bogotá‎) در شهر بوگوتا پایتخت کلمبیا برگزار می‌شود.
این نمایشگاه هر سال با حضور ۱۰۰۰ ناشر برگزار شده و بیش از نیم میلیون نفر از آن بازدید می‌کنند.
هرچند اولین نمایشگاه کتاب بوگوتا در ۱۰ اکتبر ۱۹۳۶ یا ۱۹۳۷ برگزار گردید ولی این نمایشگاه به صورت بین‌المللی و رسمی آن، از سال ۱۹۸۸ افتتاح شده‌است. روز ۲۵ آوریل تا ۸ می ۲۰۱۷ سی‌امین دوره آن در مجتمع کورفریاس (Corferias) برگزار شد.
نمایشگاه بین‌المللی کتاب بوگوتا از معتبرترین نمایشگاه‌های کتاب دنیاست و بعد از نمایشگاه کتاب گوآدالاهارا و بوئنوس آیرس، سومین نمایشگاه معتبر ادبیات آمریکای لاتین محسوب می‌شود.

## حضور مهمانان ویژه و نویسندگان بزرگ جهان
نمایشگاه بوگوتا، هر سال میزبان نویسندگان بزرگ جهان و برندگان جایزه نوبل ادبیات است. همچنین، هرسال یک یا چند کشور و منطقه به عنوان میهمان ویژه در این نمایشگاه شرکت و به شکل گسترده فرهنگ و ادب خود را ارائه می‌دهند.
مهمانان نمایشگاه بوگوتا در سال‌های اخیر به این ترتیب بوده‌اند:
1. ۲۰۱۲: برزیل
2. ۲۰۱۳: پرتغال
3. ۲۰۱۴: پرو[۷][۸][۹]
4. ۲۰۱۵: ماکوندو
5. ۲۰۱۶: هلند
6. ۲۰۱۷: فرانسه[۱۰]

## مجتمع کورفریاس
محل برگزاری این نمایشگاه "مجتمع کورفریاس" است. مرکز کنوانسیون بوگوتای کلمبیا ـ موسوم به Corferias ـ محل رویدادهای محلی، ملی و بین‌المللی است.

## بیست و چهارمین دوره
بیست و چهارمین نمایشگاه بین‌المللی کتاب بوگوتا از ۴ تا ۱۶ می ۲۰۱۱ برگزار شد.
میهمان افتخاری ویژه این دوره نمایشگاه، کشور اکوادور بود و «گابریلا آلمان» و «خویر واسکوئز» دو تن از نویسندگان این کشور در این رویداد ادبی حضور داشتند.

## بیست و هفتمین دوره
بیست و هفتمین دوره نمایشگاه بین‌المللی کتاب بوگوتا از ۲۹ آوریل تا ۱۲ می ۲۰۱۴ برگزار شد.
در این دوره کشور پرو میهمان ویژه نمایشگا بود و «ماریو بارگاس یوسا» برنده نوبل ادبیات سال ۲۰۱۰ و بیش از ۳۵ نویسنده، شاعر، منتقد ادبی، نمایشنامه‌نویس و کارشناس اقتصادی و علوم اجتماعی از پرو در این نمایشگاه حضور پیدا کردند.

## سی امین دوره
سی امین دوره نمایشگاه بین‌المللی کتاب بوگوتا از ۲۵ آوریل تا ۸ می ۲۰۱۷ به مدت دو هفته در مجتمع "کورفریاس" برپا شد و این دوره از نمایشگاه ۵۵۰ هزار بازدیدکننده داشت.
کشور فرانسه مهمان ویژه نمایشگاه بود. ویدیادار سوراجپراساد نایپل ترینیدادیی‌تبار بریتانیایی که در سال ۲۰۰۱م. برنده جایزه نوبل ادبیات شد و جان مکسول "جی.ام." کوتسی (John Maxwell "J. M." Coetzee) نویسندهٔ هلندی‌تبار اهل آفریقای جنوبی که در سال ۲۰۰۳م. برندهٔ جایزه نوبل ادبیات از حاضران در این دوره بودند.